# Rolf Franksson

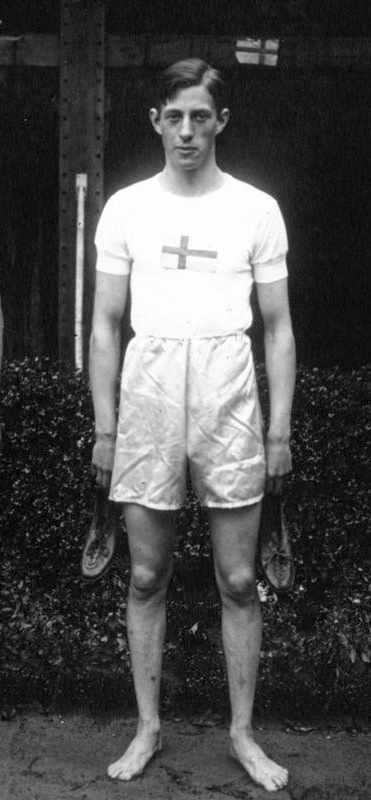
Rolf Franksson bei den Olympischen Spielen 1920

Rolf Franksson (Olof Emil Rolf Franksson; * 29. August 1900 in Ockelbo; † 14. September 1971 ebd.) war ein schwedischer Weitspringer.
Bei den Olympischen Spielen 1920 in Antwerpen wurde er Sechster mit 6,73 m.
Seine persönliche Bestleistung von 6,95 m stellte er 1921 auf.